# بقعة منغولية
البقعة المنغولية (بالإنجليزية: Mongolian Spot)‏ تعرف أيضا بالبقعة المنغولية الزرقاء وهي وحمة خلقية حميدة ومسطحة ذات حواف متعرجة وشكل غير منتظم .
تم وصفهاو تسميتها تيمنا بالمنغولية في عام 1883 من قبل عالم الأنثربولوجيا الألماني («أروين بالز» Erwin Bälz).
تختفى عادة في خلال ثلاث أو خمس سنوات بعد الولادة ودائما تختفي عند البلوغ.
أشهر لون لها هو الأزرق ولكن ممكن أن تتخذ اللون الأزرق-الرمادي، الأزرق-الأسود أو البني القاتم.

## الأسباب
البقعة المنغولي هي حالة خلقية أي انها تحدث منذ الولادة تظهر فقظ في الجلد واللون الازرق نتيجة الخلايا الصبغية في الجلد الموجودة في طبقة البشرة:epidermis
المواليد الذكور والإناث لديهم عرضه الإصابة بها على حد سواء.
الأناس الذين ليس لديهم أي خلفية عن البقع المنغولية من الممكن أن يظنوا أنها كدمة وربما تؤدي إلى مخاوف لا أساس لها عن سوء معاملة الطفل.

## الانتشار
من الممكن أن يصاب الطفل ببقعة منغولية واحدة أو أكثر تتراوح من مجرد منطقة صفيرة على مؤخرة الطفل إلى منطقة أكبر على الظهر .
تنتشر البقعة بين شعوب شرق وجنوب شرق آسيا , الأتراك، شعوب أوقيانوسيا الأصليين الشعوب الاسترونيزية ،الأفريقيين،الأمريكان الأصليين ،أمريكا اللاتينيةو شعوب البحر الكاريبي.
تحدث في حوالي 90-95% من ألاطفال الآسيوييين وفي 80-85% من أطفال ألامريكان الاصليين
ما يقرب من 90% من من أطفال دول الباسيفيك يولدون ببقع منغولية وحوالي من 46% من أطفال أمريكا اللاتينية.
تظهر أيضا هذه البقع فيما يقرب من 5-10% من الأطفال ذوو الأصول القوقازية، كوريا ديل ريو في إسبانيا ترتفع بها النسبة نتيجة لوجود سلالات من أول مبعوث ياباني رسمي لأسانيا في بدايات القرن ال17 .
الأطفال السود ترتفع نسبة انتشار هذه البقع إلى 96% .
كل الشعوب المولودون تقريبا في المكسيك لديهم بقع منغولية
سكان البيرو الذين يقطنون المرتفعات لديهم بقع منغولية.

## وصف أنثربولوجي
اهتم عالم الأنثروبولوجيا الفرنسي روبرت جيسان فيما أسماه tache pigmentaire congenitale أو الوحمة الملونة ونشر عدة أبحاث في مجلة Journal de la Société des Américanistes وهي مجلة أكاديمية تغطي الأنثروبولوجيا الثقافية في الامريكتين .
أمضى جيسان فترة مع شعوب Huehuetla Tepehua في ولاية هيدالغو بالمكسيك وكتب في عام 1947 عن مكان، شكل، لون، التركيب الكيميائي، الانتقال الوراثي والتوزيع العنصري للبقع .
أمضى سابقا عدة فصول شتاء في غرينلاند وكتب لمحة عامة عن ما كان معروف عن هذه البقع في عام 1953 . وافترض أن السن الذي تلاشت فيه هذه البقع في الشعوب المختلفة قد يُثبت أنه سمة مميزة لتلك الجماعات.
استخدم وجود البقع المنغولية أو غيابها من قبل العلماء النظريين العنصريين مثل عالم الأنثربولوجيا الفرنسي جوزيف دِنيكر((1852-1918)،Joseph Deniker).